# ويبتونز

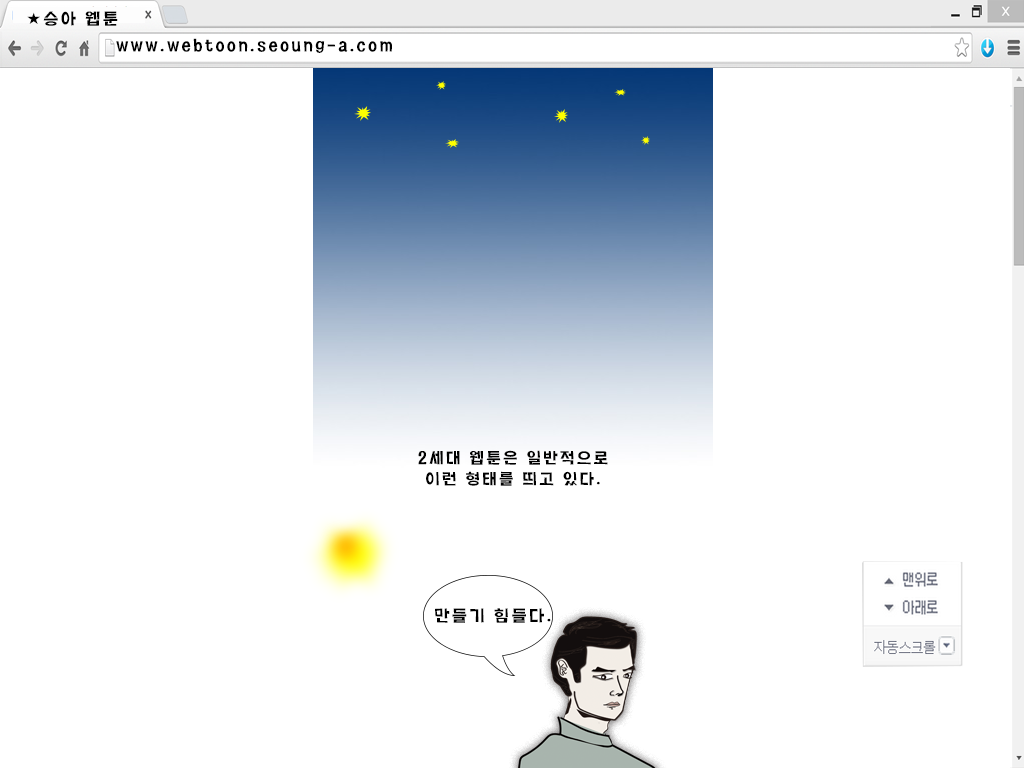

ويبتونز (بالهانغل: 웹툰) هي نوع من القصص الرقمية المصورة التي نشأت في كوريا الجنوبية. ورغم أن القصص المصورة كانت في بدايتها غير معروفة خارج البلاد، إلا أن شعبيتها ازدادت دوليا غالبا بسبب القصص المصورة التي تمكن قراءتها على الهواتف الذكية وأجهزة الكمبيوتر بعدما ازدادت شعبيتها.
وحالما اشتهرت القصص المصورة الرقمية قلت طباعة المانهوا في كوريا الشمالية، وقد وصل المنشور في ويبتونز إلى عدد يساوي المطبوع.